# 명동 출신
"명동 출신"은 1969년 공개된 대한민국의 영화이다.

## 배역
- 장동휘
- 윤정희
- 백일섭
- 박노식